# Robert Vanoirbeek
Robert Vanoirbeek (Forest, 4 februari 1955 - Jambes, 2 november 2020),  alias Petit Robert, was een Belgisch misdadiger en een van Europa's meeste gezochte gangsters in de jaren '70 en '80. Hij werd omschreven als topcrimineel en ontsnappingskoning. De film Le Fidèle is op zijn leven gebaseerd.

## Biografie
Vanoirbeek groeide als baby op in Vorst en verhuisde als kind naar Sint-Truiden. 
Na enkele kruimeldiefstallen werd het zwaarder met gijzelingen en gewapende overvallen. Hij pleegde meer dan 15 zware overvallen en meerdere kleine. Hij werd hiervoor tot 43 jaar cel veroordeeld. Onderstaande is een selectie.
- Overval vleeshandelaar te Tienen met gijzeling (1987), buit van 80 000 BEF[4]
- Overval BBL te Gembloers met gijzeling (1987), buit van 195 832 000 BEF
- Overval NMB te Valkenburg met gijzeling (1987)[5]

In totaal kon hij ook zes keer ontsnappen. In 1996 kreeg hij gratie van Koning Albert en verzorgde sinds dan tot aan zijn pensioen het transport van minder-valide mensen. 